# Красногорова-Малхасянц Ірина Сергіївна
Іри́на Сергі́ївна Красного́рова-Малхася́нц (6 квітня 1936, с. Бєласовка, Горьківська область — 21 вересня 2023, [[Львів) — українська артистка балету та балетмейстер Львівського національного театру опери та балету, педагог. Заслужена артистка УРСР (1972).

## Життєпис
Народилася 6 квітня 1936 року у селі Бєласовка, Горьківської області. 
У 1956 році після закінчення Пермського державного хореографічного училища за скеруванням Міністерства освіти поїхала на роботу в театр опери та балету імені О. Пушкіна, м. Горький, Росія). Там розпочала свою творчу кар'єру як солістка балету. Виконала партії Одетти-Оділії («Лебедине озеро» П. Чайковського), Марії, Зареми, («Бахчисарайський фонтан» Б. Асаф'єва) та інші.
У 1959 році Ірина Красногорова-Малхасянц разом із чоловіком Петросом Малхасянцем були запрошені до Львівського державного академічного театру опери та балету — на посаду провідних солістів балету.
З 1970 року працювала викладала у хореографічній школі, Львівському училищі культури та мистецтв та у театрі, виховавши кілька поколінь артистів балету. Серед вихованців — Санжаревський Микола Євгенович, Трач Христина Мирославівна.